# قائمة البعثات الدبلوماسية في سانت فنسنت وجزر غرينادين

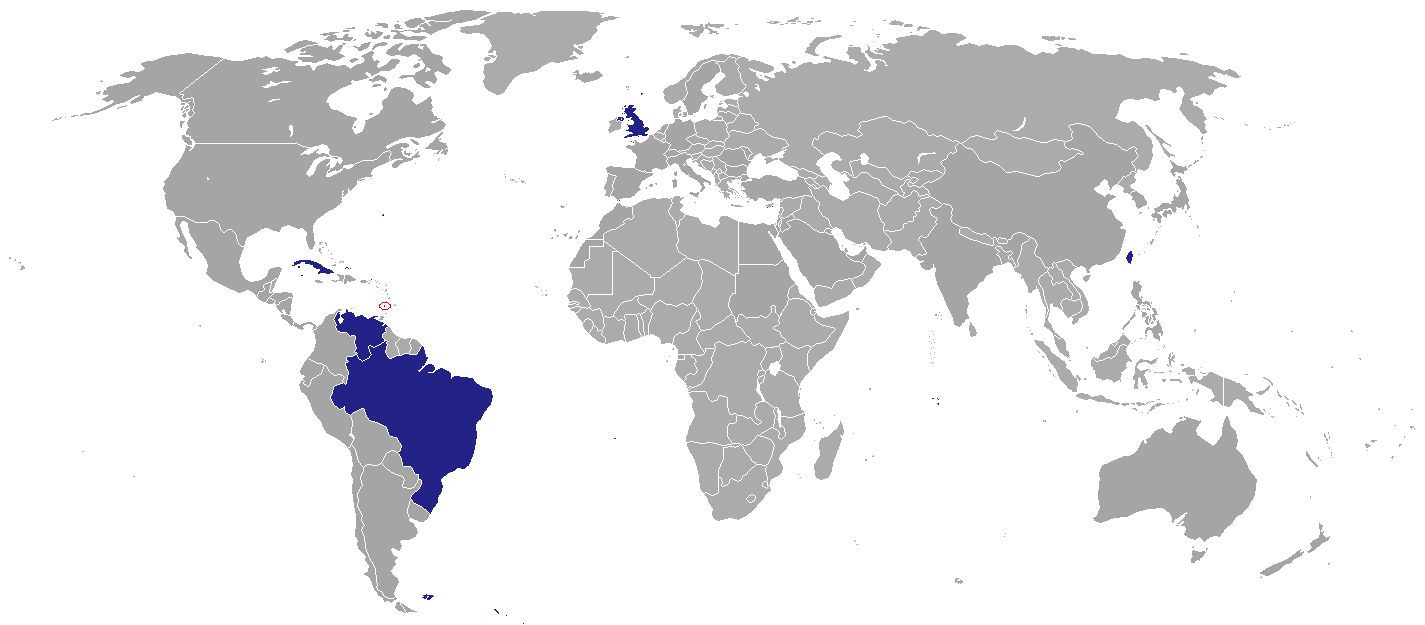
البعثات الدبلوماسية في سانت فنسنت وجزر غرينادين

هذه قائمة بالبعثات الدبلوماسية في سانت فينسنت والغرينادين "". في الوقت الحاضر، تستضيف عاصمة كينغستاون 4 سفارات / مفوضيات عليا. العديد من الدول الأخرى لديها قناصل فخريون لتقديم خدمات الطوارئ لمواطنيها.

## السفارات / اللجان العليا
كينغستاون 
| - تايوان - كوبا - المملكة المتحدة - فنزويلا |

## السفارات غير المقيمة / العمولات العليا
- الأرجنتين (بورت أوف سبين)
- أستراليا (ميناء اسبانيا)
- النمسا (بوغوتا)
- بلجيكا (كينغستون)[1]
- البرازيل (بريدجتاون)
- كندا (بريدج تاون)
- تشيلي (كينغستون)
- كولومبيا (ميناء اسبانيا)
- جمهورية التشيك (مكسيكو سيتي)[2]
- الدنمارك (مكسيكو سيتي)[3]
- مصر (كاراكاس)
- إسواتيني (نيويورك)
- الاتحاد الأوروبي (Bridgetown)
- فنلندا (كاراكاس)
- فرنسا (كاستريس)
- ألمانيا (ميناء اسبانيا)
- غينيا (نيويورك)
- غواتيمالا (ميناء اسبانيا)
- هايتي (سانتو دومينغو)
- إيطاليا (كاراكاس )
- آيسلندا (نيويورك)[4]
- إندونيسيا (كاراكاس )
- إسرائيل (سانتو دومينغو)
- ساحل العاج (هافانا)
- إيطاليا (كاراكاس )
- اليابان (ميناء اسبانيا)
- الأردن (واشنطن العاصمة)
- كينيا (هافانا)
- الكويت (كاراكاس)
- ليبيا (كاستريس)
- ليسوتو (واشنطن العاصمة)
- لبنان (هافانا)
- لاوس (هافانا)
- ليبيريا (واشنطن العاصمة)
- مالي (هافانا)
- ماليزيا (كاراكاس)[5]
- المكسيك (كاراكاس)
- جزر المالديف (نيويورك)
- المغرب (كاستريس)
- النرويج (كاراكاس)
- هولندا (ميناء اسبانيا)
- نيكاراغوا (بورت أوف سبين)
- عُمان (نيويورك)
- البرتغال (كاراكاس)
- الفلبين (واشنطن العاصمة)
- فلسطين (كاراكاس)[6]
- بولندا (كاراكاس)
- روسيا (جورج تاون)[7]
- Republic of Ireland (نيويورك)
- السعودية (Caracas)
- صربيا (واشنطن العاصمة)[8]
- سلوفاكيا (هافانا)
- سيراليون (نيويورك)
- جنوب إفريقيا (كينغستون)
- كوريا الجنوبية (ميناء اسبانيا)
- إسبانيا (ميناء اسبانيا)
- سويسرا (كاراكاس)
- السويد (ستوكهولم)
- السنغال (هافانا)
- السودان (واشنطن العاصمة)
- الصومال (واشنطن العاصمة)
- جنوب السودان (واشنطن العاصمة)
- تايلاند (أوتاوا)
- توغو (نيويورك)
- تركمانستان (واشنطن العاصمة)
- تونس (نيويورك)
- تركيا (ميناء اسبانيا)
- طاجيكستان (واشنطن العاصمة)
- الإمارات العربية المتحدة (بوغوتا)
- الولايات المتحدة (بريدجتاون)
- أوغندا (نيويورك)
- فانواتو (نيويورك)
- فيتنام (كاراكاس)
- اليمن (هافانا)
- زيمبابوي (أوتاوا)
- زامبيا (واشنطن العاصمة)